# 若菜よう子
若菜 よう子（わかな ようこ、6月18日 - ）は、日本の女性声優。オフィス薫所属。千葉県出身。旧芸名は若菜 葉子、若菜 ようこ（共に読みは同じ）。

## 略歴
オフィス薫附属声優養成所第7期卒業生。

## 人物
音域はソプラノ。
趣味は映画鑑賞、読書。

## 出演
太字はメインキャラクター。

### テレビアニメ
- クレヨンしんちゃん（1992年 - 2020年、久喜、通販アシスタント、麻美、イグアノドン保育園の女の子B、係員、母親 他）
- あたしンち（2002年 - 2009年、B子、丸野丸美、店員、A子、女性、店員A、生徒2、女子B、さおり 他）
- HAPPY★LESSON ADVANCE（2003年、アナウンス、女子生徒、娘、仲居、女の子 他）
- 小さい潜水艦に恋をしたでかすぎるクジラの話（2004年、クジラC子）
- ドラえもん（テレビ朝日版第1期）（2004年、女の子）
- 忍たま乱太郎（2004年、みか〈2代目〉）
- ドラえもん（テレビ朝日版第2期）（2005年、繁みの声B）
- 黒魔女さんが通る!!（2012年、向井里鳴）

### OVA
- HAPPY★LESSON（2001年、生徒、巫女B）
- ジャングルはいつもハレのちグゥ FINAL（2003年、シェリル、女子）
- 今日の5の2（2006年、保健の先生）
- 電脳戦隊ヴギィ'ズ★エンジェル（2008年、サラ）

### 劇場アニメ
- Pa-Pa-Pa ザ★ムービー パーマン タコDEポン!アシHAポン!（2004年、女B）
- クレヨンしんちゃん 嵐を呼ぶ 歌うケツだけ爆弾!（2007年、おねいさんB）

### ゲーム
- 聖ルミナス女学院（2000年、ロナ・ダンガード）
- FESTA!! -HYPER GIRLS PARTY-（2005年、千神奈々子）

### ラジオ
- 電脳戦隊ヴギィ'ズ★エンジェルV
- 電脳倶楽部FF（ファーストファイト）!!
- 電脳倶楽部ダッシュ!
- 電脳倶楽部ピップゥ☆

## ディスコグラフィ

### 未音源化楽曲
| 時期         | 楽曲                | 歌                   | 備考                                |
| ------------ | ------------------- | -------------------- | ----------------------------------- |
| 2001年4月4日 | 「CRYSTAL FANTASY」 | クリスタルチェリーズ | 『DVDボイスアニメージュ Vol.6』より |

### ユニットメンバー
1. ↑  落合祐里香、篠原江美子、中原麻衣、吉田真弓、秋野ひとみ、山中亜衣、若菜ようこ、神崎ちろ